# Renick, Missouri
Renick, Missouri (енгл. Renick) град је у америчкој савезној држави Мисури.

## Демографија
По попису из 2010. године број становника је 172, што је 49 (-22,2%) становника мање него 2000. године.
| Група             | 2000.       | 2010.       |
| Белци             | 211 (95,5%) | 168 (97,7%) |
| Афроамериканци    | 0 (0,0%)    | 1 (0,6%)    |
| Азијати           | 0 (0,0%)    | 0 (0,0%)    |
| Хиспаноамериканци | 0 (0,0%)    | 3 (1,7%)    |
| Укупно            | 221         | 172         |